# Руски синдром
„Руски синдром“ е пънк-джаз група, създадена в София.
В стила на групата има елементи на ска и реге. Изпълнява авторска музика, както и кавъри на известни руски песни. Групата се преименува на „Народное творчество“ през 2010 г.

## Състав
- Вадим Арбузов – вокалист, китарист, перкусионист
- Калоян Рамаданов – бас (участвал преди в група „Холера“)
- Божидар Тренков – барабани (от 2006 г., участвал в „Подуене блус бенд“, „Милена“, „Ера“, „Мери Бойз Бенд“)

Бивши членове:
- Марин Мечев – барабани
- Владимир Митин – тромпет

## Албуми
- Руски Шансон (със Сергей Горохов) – 1998 г., X-Studio, София

1. Москва
2. Проба кисти (Проба на четка)
3. Лабух (Музикант)
4. Девочка (Момиче)
5. Побег из зоны (Бягство от зоната)
6. Что делать? (Какво да правя?)
7. Любимая моя (Любима моя)
8. Суки (Копелета)

- Concerto la Sinty – 2001 г., Studio Sinty, София
  - №1. 7 кила
  - №2. Африка
  - №3. Чунга Чанга
  - №18. Снегурочка

- PC2 – 2006 г.
- На село – 2008 г.